# NGC 1148
NGC 1148 je galaksija u zviježđu Eridan.

## Vanjske poveznice
- SEDS: NGC 1148